# Wotagei

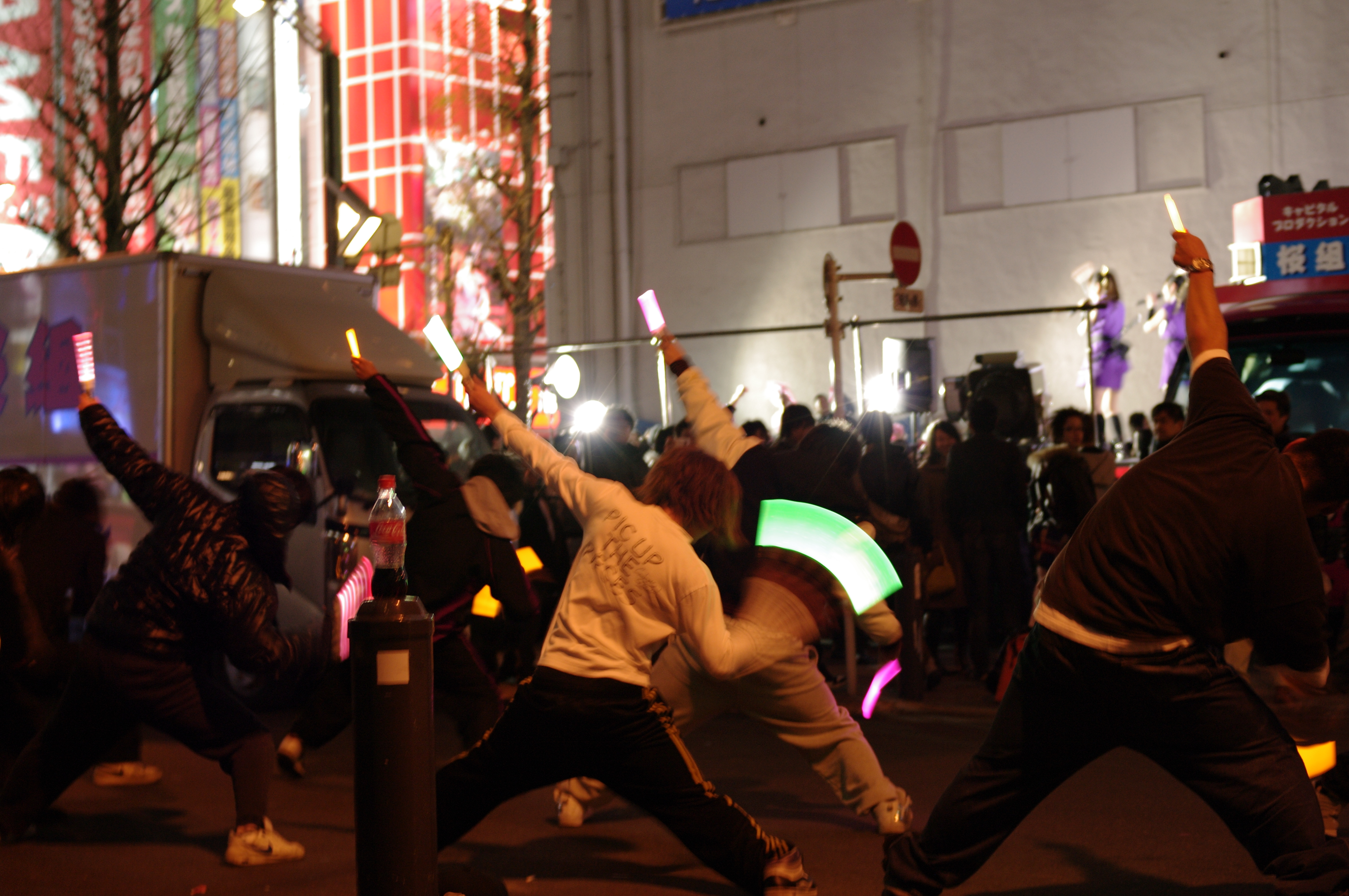
Wotagei à Akihabara.

Wotagei (ヲタ芸) ou Otagei (オタ芸, à la prononciation similaire ; ota ou wota pour otaku dans le sens de « fan extrême », et gei pour « art ») désigne un genre de danses et de chants d'encouragement pratiqués au Japon par certains fans d'idols, surnommés wota(s).

## Présentation
Depuis la fin des années 1970, au Japon, certains fans masculins s'organisent entre eux pour soutenir leurs chanteuses idols préférées, préparant des chants et des chorégraphies à interpréter en commun dans le public lors de leurs concerts, accompagnant leurs chansons et scandant leurs noms, souvent à l'aide de divers accessoires (tiges fluorescentes appelées glowsticks, éventails, bandeaux et manteaux décorés aux couleurs ou aux noms de leurs idols). Leur technique évolue et se complexifie au fil des ans, de nouveaux mouvements étant régulièrement créés, devenant parfois des "classiques" incorporés aux danses futures, comme la figure Romansu créé dans les années 80 en l'honneur de Minayo Watanabe et nommé d'après sa chanson Renai (Romance) Kouitten ; les figures les plus populaires reçoivent de même des surnoms : OAD (Over-action dolphin), PPPH (prononcé à l'anglaise), Mawari, Matrix, Senjyu cannon, MIX, Oshi jump, Ogamitaosu, Worawota Worawota, 8 no ji, Kecha, etc.
Dans les années 2000, les fans des idols du Hello! Project pratiquant ces formes d'encouragement commencent à se faire appeler Wota (ヲタ) pour se démarquer des otaku fans de manga et anime, donnant le terme actuel de wotagei à leur pratique. Celle-ci ne se limite plus aux salles de concert, mais se pratique aussi lors de rassemblements de fans, de conventions, de rencontres publiques avec des idols (appelées events), ou tout simplement en privé pour être filmé et diffusé sur internet, en l'honneur d'une idol ou par simple jeu.
Wota
D'abord réservé à ces fans « extrêmes », le terme wota s'étend depuis généralement à tous les fans d' idols, même celles ne chantant pas (gravure idols), y compris dans le reste de l'Asie, en occident et en Amérique latine. Des variations du terme peuvent se rencontrer, adaptés à des groupes d'idols particuliers, comme Haro-wota (ハロヲタ) pour les fans des idols du Hello! Project, Mo-wota (モーヲタ) pour les fans de Morning Musume, Beri-wota (ベリヲタ) pour les fans de Berryz Kobo, AKB-wota (AKBヲタ) pour les fans de AKB48, etc.